# KLK5
KLK5 (англ. Kallikrein related peptidase 5) – білок, який кодується однойменним геном, розташованим у людей на короткому плечі 19-ї хромосоми. Довжина поліпептидного ланцюга білка становить 293 амінокислот, а молекулярна маса — 32 019.
| 10         |  | 20         |  | 30         |  | 40         |  | 50         |
| ---------- |  | ---------- |  | ---------- |  | ---------- |  | ---------- |
| MATARPPWMW |  | VLCALITALL |  | LGVTEHVLAN |  | NDVSCDHPSN |  | TVPSGSNQDL |
| GAGAGEDARS |  | DDSSSRIING |  | SDCDMHTQPW |  | QAALLLRPNQ |  | LYCGAVLVHP |
| QWLLTAAHCR |  | KKVFRVRLGH |  | YSLSPVYESG |  | QQMFQGVKSI |  | PHPGYSHPGH |
| SNNLMLIKLN |  | RRIRPTKDVR |  | PINVSSHCPS |  | AGTKCLVSGW |  | GTTKSPQVHF |
| PKVLQCLNIS |  | VLSQKRCEDA |  | YPRQIDDTMF |  | CAGDKAGRDS |  | CQGDSGGPVV |
| CNGSLQGLVS |  | WGDYPCARPN |  | RPGVYTNLCK |  | FTKWIQETIQ |  | ANS        |

A: Аланін

C: Цистеїн

D: Аспарагінова кислота

E: Глутамінова кислота

F: Фенілаланін

G: Гліцин

H: Гістидин

I: Ізолейцин

K: Лізин

L: Лейцин

M: Метіонін

N: Аспарагін

P: Пролін

Q: Глутамін

R: Аргінін

S: Серин

T: Треонін

V: Валін

W: Триптофан

Кодований геном білок за функціями належить до гідролаз, протеаз, серинових протеаз. 
Секретований назовні.